# 有永 (静岡市)
有永（ありなが）は静岡県静岡市葵区にある町名。丁目を持たない単独町名である。住居表示未実施。

## 地理
葵区の賤機山東側の一部に位置し、東に有永町、西に下、北に羽高、南に南と隣接している。なお、現在この周辺にある南、北、東の地名は有永から見た方角を表しているとされる。

## 歴史
- 1934年（昭和9年）10月1日 - 有永、羽高、北を含んだ安倍郡麻機村が静岡市に編入される。
- 1964年（昭和39年）8月29日 - 有永の一部を分離し、新設された岳美に編入。
- 1974年（昭和49年）2月9日 - 有永の一部を分離し、新設された赤松、前林、柳原にそれぞれ編入。
- 1976年（昭和51年）1月7日 - 有永の一部を分離し、新設された平柳に編入。
- 1995年（平成7年）11月27日 - 有永の一部（池ケ谷内にあった飛地）を分離し、岳美、岳美一丁目と、新設された池ケ谷東にそれぞれ編入。
- 2005年（平成17年）4月1日 - 政令指定都市化により、麻機地区の行政区が葵区となる。
- 2018年（平成30年）2月10日 - 有永の一部を分離し新設された有永町に編入[4]。残った有永は、賤機山の一部区域のみとなる。

## 世帯数と人口
傾斜地のみのため、住居はない。
| 町丁 | 世帯数 | 人口 |
| ---- | ------ | ---- |
| 有永 | 0世帯  | 0人  |

## その他

### 日本郵便
- 郵便番号 : 420-0965[2]（集配局：静岡中央郵便局[5]）。